# Karl Wagner (malíř)
Karl Wagner (6. dubna 1887 Kounov – 14. srpna 1966 Vídeň) byl českoněmecký akademický malíř.

## Život
Karl Wagner se narodil v Kounově. Jeho otec Karl Wágner byl sedlák. Absolvoval pražskou malířskou akademii, do roku 1912 u profesora Hanuše Schwaigra a po jeho smrti pokračoval u profesora Franze Thieleho. K osobním přátelům Karla Wagnera patřil malíř Antonín Slavíček. V roce 1916 studium na pražské akademii absolvoval a odešel studovat do Paříže, kde se školil u profesorů Simona a Gastona Anglada. Později odešel do Mnichova, kde studoval u profesora Karla von Marrů. Do roku 1914 se věnoval portrétnímu umění. V době první světové války pobýval na studijních cestách ve Finsku, Itálii, Španělsku, severní Africe a Dalmácii. Na svých cestách se začal věnovat krajinomalbě, která ho nejvíce proslavila. Druhá světová válka ukončila jeho uměleckou dráhu. Po válce byl jako občan německé národnosti vysídlen. Malíř odešel do Vídně, kde v ústraní v roce 1961 zemřel.
Karl Wagner portrétoval prezidenta T. G. Masaryka a jeho dílo je zastoupeno v Národní galerii v Praze.